# Replizom
Replizom je kompleksna molekulska mašina koja izvodi replikaciju DNK. Replizom se sastoji od dva replikativna polimerazna kompleksa, jedan od kojih sintetiše vodeći lanac, dok drugi sintetiše zaostajući lanac. Replizomska mašinerija prisutna u različitim organizmima sadrži helikazu, , PCNA, girazu/topoizomerazu, /, primaze, DNK polimeraze I, Ribonukleaza H, i ligaze.

## Pregled prokariotskog DNK replikacionog procesa
Kod prokariota, svaka podela nukleoida zahteva dva replizoma za bidirekcionu replikaciju. Dva replizoma nastavljaju replikaciju na obe viljuške. Nakon replikacije mesta terminacije dva replizoma se odvajaju od DNK. Tokom procesa replizim su fiksirani na ćelijskoj membrani i DNK templet prolazi kroz njih.

## Pregled eukariotskog DNK replikacionog procesa
Kod eukariota, se formiraju brojni replikacioni mehuri na mestima početka replikacije širom hromozoma. Kao i kod prokariota, dva replizoma su potrebna, jedan u svakoj replikacionoj viljušci lociranoj u terminusu replikacionog mehura. Zbog znatnih razlika u veličini hromozoma, i kompleksnosti uslovljenoj visokim stepenom kondenzacije hromozoma, brojni aspekti procesa DNK replikacije eukariota, ukljušujući terminalne faze, su u manjoj meri poznati nego kod prokariota.

## Literatura
- Pomerantz, R. T.; o’Donnell, M. (2007). „Replisome mechanics: Insights into a twin DNA polymerase machine”. Trends in Microbiology. 15 (4): 156—164. PMID 17350265. doi:10.1016/j.tim.2007.02.007.

## Spoljašnje veze
- DNA+replisome на 